# Perversitat
Perversitat (títol original en anglès Scarlet Street) és una pel·lícula estatunidenca dirigida l'any 1945 per Fritz Lang. S'ha doblat al català.
Perversitat és un remake de La Chienne que va realitzar Jean Renoir el 1931. El guionista, Dudley Nichols, va adaptar l'obra de Georges de la Fouchardière traslladant l'acció de París a Nova York. La versió americana, realitzada per Fritz Lang, va fer derivar el melodrama passional cap a una descripció de la psicologia criminal, que ha caracteritzat els films de la sèrie negra a la qual pertany aquest film. El cercle febril establert en un context artístic augmentat per les ànsies materials, és transmès per Lang per mediació d'un relat subjugat per unes atmosferes ombrívoles i depressives, en les quals conviuen uns caràcters impulsius, dibuixats amb el pinzell d'un tràgic destí, que reprodueix l'aranyoner color de la mort, el neguit i el remordiment.
La història és la del típic pobre home que es deixa seduir i enganyar per la femme fatale de torn. El resultat és que s'ha convertit en un dels millors títols de l'etapa americana de Lang i, sens dubte, en un clàssic absolut del cinema negre. La cinta es beneficia a més a més del gran treball del seu trio protagonista, que ja havia coincidit a La dona del quadre. Les pintures que apareixen a la cinta van ser obra de John Decker, un artista que a la seva època va ser company de gresca d'estrelles com Errol Flynn o John Barrymore.
Sobre la pel·lícula, Gustau Moreno escriu que "és la crònica d'una humiliació terrible, així com dels processos psicològics que fan que les persones ens deixem autosuggestionar pels nostres desitjos. Cross no veu que la noia s'està aprofitant descaradament de la seua bondat, de la mateixa manera que és incapaç de deixar la seua dona perquè ja s'ha acostumat a no viure sol [...]. Potser l'escena més humiliant, en què més ens compadim del seu destí, és quan Christopher Cross discuteix amb Kitty i per calmar-la s'ofereix a pintar-li les ungles dels peus. Un pintor de quadres del seu talent, pintant les ungles d'una dona dolenta, que somriu per sota el nas quan aconsegueix que Cross es posi de genolls, totalment rendit als seus peus."

## Repartiment
- Edward G. Robinson: Christopher Cross
- Joan Bennett: Kitty March
- Dan Duryea: Johnny Prince
- Margaret Lindsay: Millie Ray
- Jess Barker: David Janeway
- Rosalind Ivan: Adele Cross
- Arthur Loft: Dellarowe
- Charles Kemper: Higgins le borgne
- Russell Hicks: J.J. Hogarth
- Samuel S. Hinds: Charles Pringle
- Anita Sharp-Bolster: Michaels
- Vladimir Sokoloff: Pop LeJon
- Cy Kendall: Nick
- Tom Dillon: Policia